# Владислав Серчик
Владислав Анджей Серчик (пол. Władysław Andrzej Serczyk; 23 липня 1935, Краків — 5 січня 2014, Ряшів) — польський історик-україніст.

## Біографія
Народився в Кракові. Закінчив Ягеллонський університет, там же розпочав наукову кар'єру. Докторат склав 1963, габілітувався 1968. Із 1976 — професор, 1974—1978 — директор Бібліотеки Ягеллонської. 1986—1996 очолював Заклад історії Східної Європи філії Варшавського університету в Бялостоку (Польща). Із 1997 працював ув Інституті історії Університету в Ряшеві (Польща). Праці Серчика відіграли вагому роль у пропаганді знань з історії України в польському інтелектуальному середовищі, а також сприяли витворенню об'єктивного погляду на минуле польсько-українських взаємин. В останні роки цікавився проблемами історіографії та методології, очолював польсько-українську підручникову комісію.

## Публікації
Автор близько 300 наукових праць (з них 30 — окремі видання), низки досліджень з історії Росії.
- «Koliszczyzna» (1968)
- «Lenin w Krakowie i na Podhalu» (1970)
- «Piotr Wielki» (1973)
- «Katarzyna II carowa Rosji» (1974)
- «Iwan IV Groźny» (1977)
- «Wielka Socjalistyczna Rewolucja Październikowa. Zarys historyczny» (1977)
- «Historia Ukrainy» (1979)
- «Połtawa 1709» (1982)
- «Na dalekiej Ukrainie. Dzieje Kozaczyzny do 1648 roku» (1986)
- «Poczet władców Rosji. Romanowowie» (1992)
- «Na płonącej Ukrainie. Dzieje Kozaczyzny 1648—1651» (1998)

## Нагороди і відзнаки
- Командорський хрест Ордена Відродження Польщі (2010)[1]
- Офіцерський хрест Ордена Відродження Польщі (1999)[2]
- Кавалерський хрест Ордена Відродження Польщі
- Золотий Хрест Заслуги
- Заслужений діяч культури Польщі